# 이자벨 라캉
이자벨 라캉(프랑스어: Ysabelle Lacamp, 1954년 11월 7일~2023년 6월 26일)는 프랑스의 소설가이자, 가수, 배우이다.